# Heart (альбом Heart)
Heart — восьмой студийный альбом американской рок-группы Heart, выпущенный 21 июня 1985 года лейблом Capitol Records. Альбом продолжил переход группы в мейнстрим-рок, жанр, который принес группе наибольший коммерческий успех. Ознаменовав дебют группы на лейбле Capitol Records, он стал единственным альбомом Heart, занявшим на сегодняшний день первое место в американском чарте Billboard Top LPs & Tape. В конечном итоге альбом получил пятикратный платиновый сертификат Американской ассоциации звукозаписывающей индустрии (RIAA) — в отличие от двух предыдущих релизов Heart, Private Audition и Passionworks, которые остаются несертифицированными, — доказывая, что принятие направления глэм-метал помогло возродить группу.
Альбом принес группе первый сингл номер один «These Dreams», наряду с четырьмя другими синглами: «What About Love», «Never», «Nothin’ at All» и «If Looks Could Kill», причем первые четыре сингла попали в топ-10 Billboard Hot 100. На 28-й ежегодной церемонии вручения премии «Грэмми» альбом был номинирован на премию «Грэмми» за лучшее вокальное рок-исполнение дуэтом или группой.

## Список композиций
1. «If Looks Could Kill» (Конрад, Гарретт) — 3:42
2. «What About Love» (Аллен, Элтон, Вэлланс) — 3:41
3. «Never» (Блох, Конни, Найт) — 4:07
4. «These Dreams» (Пэйдж, Топин) — 4:15
5. «The Wolf» (сёстры Уилсон, Лиз, Андес, Кармасси, Эннис) — 4:03
6. «All Eyes» (Блох, Конни, Найт) — 3:55
7. «Nobody Home» (Эннис, сёстры Уилсон) — 4:07
8. «Nothin' at All» (Мьюллер) — 4:13
9. «What He Don’t Know» (Эннис, сёстры Уилсон) — 3:41
10. «Shell Shock» (сёстры Уилсон, Лиз, Андес, Кармасси, Эннис) — 3:42

## Участники записи
- Нэнси Уилсон: гитара, акустическая гитара, мандолина, пианино, вокал и бэк-вокал
- Энн Уилсон: гитара, клавишные, скрипка, вокал
- Марк Андес: бас-гитара, вокал
- Денни Кармасси: ударные
- Гэри Кларк: ударные
- Джонни Колла: вокал и бэк-вокал
- Холли Найт: клавишные
- Говард Лизи: гитара, клавишные, мандолина, синтезатор, вокал и бэк-вокал
- Скотт Олсон: гитара
- Грэйс Слик: вокал и бэк-вокал
- Фрэнки Салливан: гитара
- Мики Томас: вокал и бэк-вокал
- Линн Уилсон Кигл: вокал и бэк-вокал
- Питер Вольф: клавишные, пианино, синтезатор

## Позиции в хит-парадах
Годовые чарты:
| Хит-парад (1985)                   | Позиция |
| ---------------------------------- | ------- |
| Канада (RPM Year-End)              | 45      |
| Хит-парад (1986)                   | Позиция |
| США (Billboard Top Popular Albums) | 2       |